# Atractylosid
Atractylosid (ATR) ist ein natürliches, giftiges Glycosid und ein effektiver Inhibitor des ATP/ADP-Translokators.

## Vorkommen

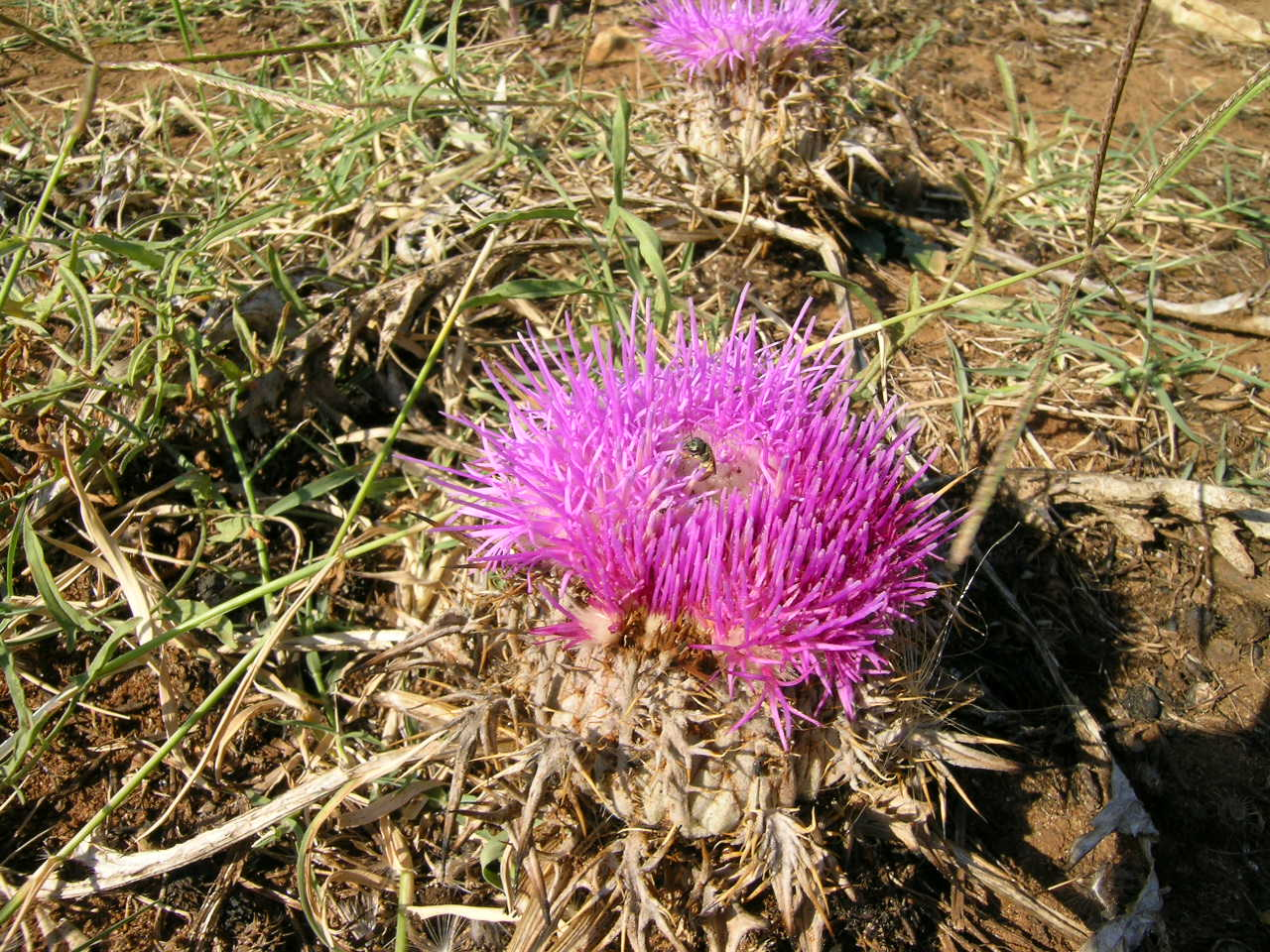
Gummi-Spindelkraut (Atractylis gummifera) enthält Atractylosid

Das Glycosid wird von einigen Pflanzenarten synthetisiert, beispielsweise von Atractylis gummifera (Leimdistel) aus der Familie der Korbblütler (Asteraceae). Weitere Pflanzen, ebenfalls aus der Familie der Korbblütler, sind die in unterschiedlichen Teilen der Welt beheimateten Arten Callilepis laureola, Xanthium strumarium, Iphiona aucheri, Pascalia glauca oder Wedelia glauca.

## Geschichtliches
Die giftige Wirkung der Leimdistel (Atractylis gummifera, Syn.: Carlina gummifera), die auf Atractylosid zurückgeht, war bereits in der Antike bekannt. Die im mediterranen Raum wachsende Pflanze wurde daher häufig für Selbstmorde oder Morde verwendet. Beispiele eines versehentlichen Vergiftens sind in Italien 1955 und in Algerien 1975 dokumentiert, bei denen Kinder Teile der Pflanze gegessen hatten. Es sind auch Vergiftungen bei falscher Dosierung traditioneller Kräutermedizin in Süd- und Nordafrika bekannt.
1868 isolierte Ed Lefranc das Glycosid aus dem Rhizom der Leimdistel. Die Struktur wurde ca. 100 Jahre später bestimmt.

## Eigenschaften

Allgemeine Strukturformel von Atractylosid (R = H) bzw. Carboxyatractylosid (R = COOH) mit teilweiser Nummerierung der Kohlenstoffatome.

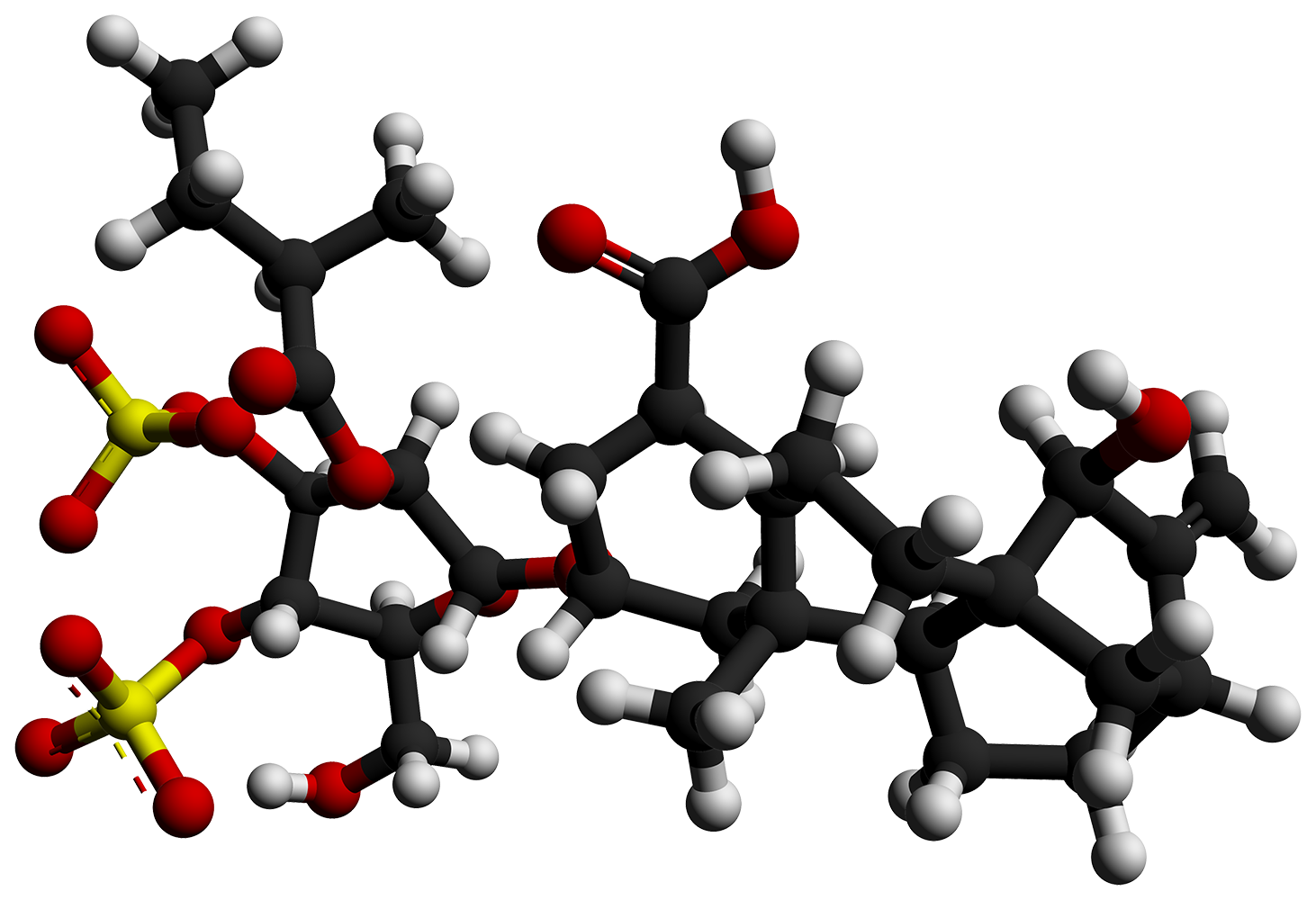

Atractylosid ist ein hydrophiles Glycosid. Dabei ist eine modifizierte Glucose β-glycosidisch an das hydrophobe Diterpen Atractyligenin, einem Kauran-Derivat, verknüpft. Atractyligenin ist damit das Aglycon. Bei diesem ist an der C4-Position eine Carboxygruppe in axialer Stellung positioniert. Der Glucoseteil ist am C2'-Atom mit Isovaleriansäure verestert, an den C3'- und C4'-Atomen mit Schwefelsäure. Durch Hydrolyse erhält man infolgedessen je ein Molekül D-(+)-Glucose, Isovaleriansäure und Atractyligenin, und zwei Moleküle Schwefelsäure. Die beiden Sulfatgruppen und die Carboxygruppe in ATR liegen unter physiologischen Bedingungen in einer deprotonierten Form vor. Damit ist ATR dreifach negativ geladen.
Eine modifizierte Variante des Atractylosids trägt eine zusätzliche Carboxygruppe am C4-Atom des Atractyligenins, sie wird dann als Carboxyatractylosid (CATR), manchmal auch als Gummiferin, bezeichnet. Diese wird aber nach einiger Zeit spontan bzw. durch Erhitzen decarboxyliert. Dabei entsteht epi-ATR, bei dem die verbleibende Carboxygruppe am C4-Atom in äquatorialer Stellung ist. Analysen röntgenkristallographischer Aufnahmen zeigen, dass auch an der ATP/ADP-Translokase gebundenes CATR als β-Glucosid vorliegt.

## Pharmakologische Eigenschaften
Bei biochemischen Untersuchungen von Mitochondrien wurde die spezifische Wirkung des Glycosids am ADP/ATP-Transport erkannt, noch bevor der eigentliche Transporter identifiziert wurde. So binden ATR bzw. CATR an die ATP/ADP-Translokase, die an der inneren Membran des Mitochondriums lokalisiert ist. Hierbei wird die Seite des Proteins gebunden, die zum Intermembranraum gerichtet ist. ATR bindet an die Translokase kompetitiv bis zu einer Konzentration von 5 mmol und CATR in einer nicht-kompetitiven Weise. Infolgedessen wird der Austausch von ADP bzw. ATP nicht mehr durchgeführt und die Zelle stirbt wegen Energiemangels.
Die chemische Struktur und die Ladungsverteilung von Atractylosid ähnelt der von ADP: So entsprechen die Sulfatgruppen den Phosphatgruppen, der Glucoseteil dem Riboseteil und der hydrophobe Atractyligeninrest dem hydrophoben Purinrest von ADP.
Die Carboxygruppe am C4-Atom des Atractyligenin ist für die Giftigkeit wichtig. Falls diese beispielsweise zu einer Hydroxygruppe reduziert wird (Atractylitriol), wird die Substanz ungiftig. Durch einen Verlust der Sulfatgruppen bei ATR kann dieses nicht mehr am ADP/ATP-Translokator binden und verliert damit ebenso seine giftige Wirkung.

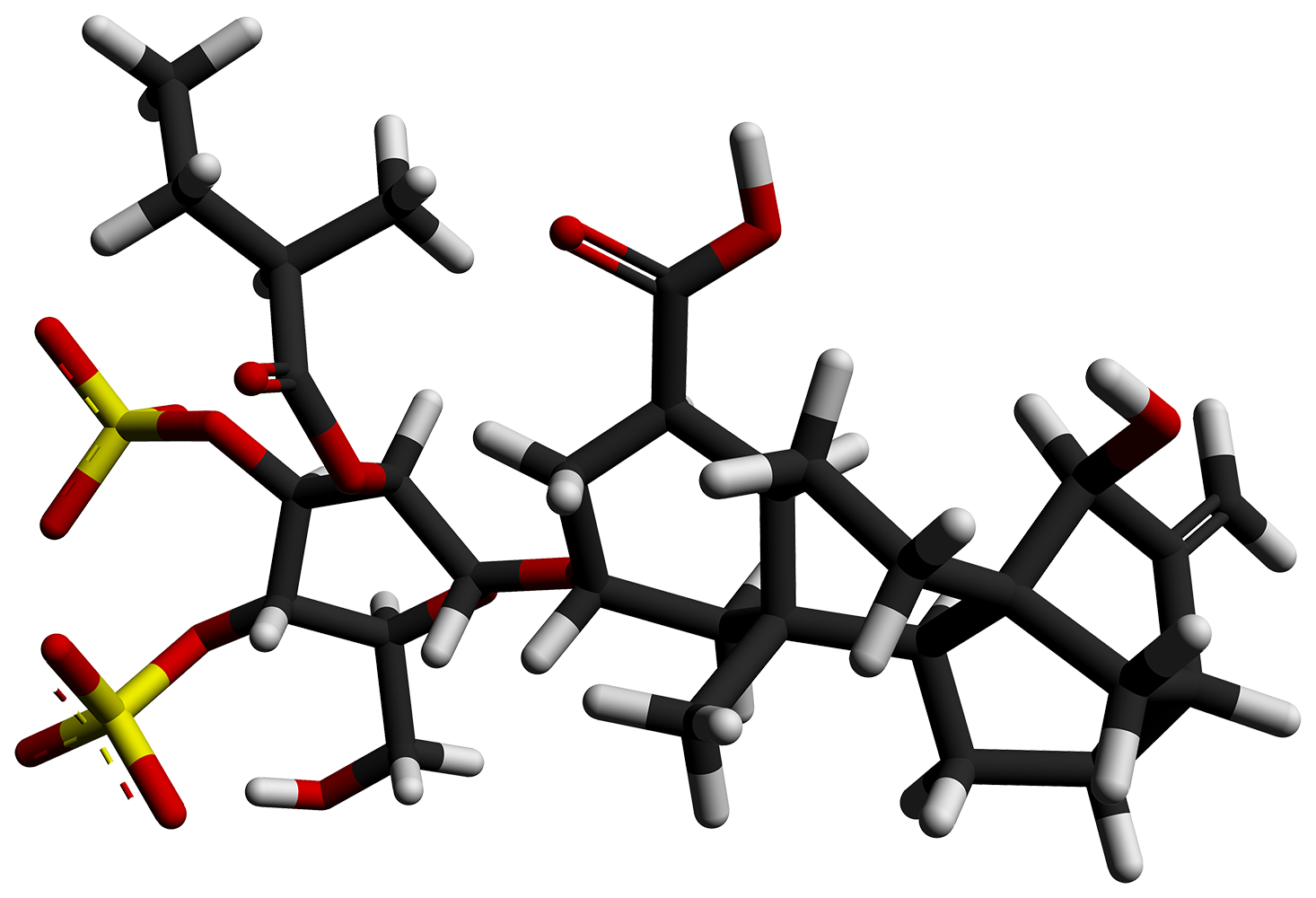

Dagegen ist die freie Hydroxygruppe am C6'-Atom des Glucoseteils modifizierbar, ohne dass die Toxizität ATRs beeinträchtigt wird.
Das Aglycon ist etwa 150-mal weniger giftig als ATR, während CATR aufgrund seiner irreversiblen Bindung 10-mal toxischer als ATR ist.

## Vergiftung
Atractylosid und Carboxyatractylosid verursachen gastrointestinale Blutungen und Lebernekrose. Die mittlere letale Dosis (LD50) bei Ratten (i.p.) beträgt für ATR 143 mg·kg−1, für CATR 2,9 mg·kg−. Bei Hunden (i.v.) liegt diese für ATR bei 15 mg·kg−1.

## Ähnliche Glycoside

Strukturformel von Wedelosid

Strukturformel von „Kaffee-Atractylosid“

Das Glycosid aus Wedelia asperrima, Wedelosid, ähnelt ATR. Auch die Kaffeepflanze Coffea arabica produziert ein ATR-ähnliches Glycosid. So enthalten geröstete Kaffeebohnen 2-O-β-D-Glucopyranosylatractyligenin, außerdem auch dessen am C4-Atom carboxylierte Variante 2-O-β-D-Glucopyranosylcarboxyatractyligenin. Obwohl in allen Fällen die Sulfatgruppen fehlen, inhibieren diese den ADP/ATP-Translokator auch hochaffin. Die biologische Bedeutung ist aber noch nicht bekannt. Quantitative Studien zeigen aber, dass in Folge des Röstprozesses die im Kaffee enthaltenen giftigen Glycoside vollständig abgebaut werden.